# Ranitomeya amazonica
Ranitomeya amazonica е вид земноводно от семейство Дърволази (Dendrobatidae).

## Разпространение
Видът е разпространен в Перу.